# 諾斯韋爾 (新澤西州)
諾斯韋爾（英語：Northvale）是位於美國新澤西州伯根縣的自治市鎮。

## 人口
根據2020年美國人口普查的數據，諾斯韋爾的面積為3.28平方千米，皆為陸地。當地共有人口4761人，而人口密度為每平方千米1,452人。